# Quando arriverà/Sera di vento
Quando arriverà/Sera di vento è un singolo della cantante italiana Iva Zanicchi, pubblicato nel 1984.
Entrambi i brani contenuti nel 45 giri sono inseriti nell'album Quando arriverà, pubblicato anch'esso nel 1984.

## Tracce
Lato A
- Quando arriverà - (C. Zavaglia-T. Monn)

Lato B
- Sera di vento - (C. Zavaglia-M. Schembri)